# Melitaea romanovi
Melitaea romanovi is een vlinder uit de familie Nymphalidae. De wetenschappelijke naam van de soort is voor het eerst geldig gepubliceerd in 1891 door Grigorii Efimovitsch Grumm-Grshimailo.